# リナ・クラスノルツカヤ
リナ・クラスノルツカヤ（Lina Krasnoroutskaya, ロシア語: Лина Красноруцкая, 1984年4月29日 - ）は、ロシア・オブニンスク出身の女子プロテニス選手。2003年の全米オープン混合ダブルス部門で、カナダのダニエル・ネスターとペアを組んで準優勝した。WTAツアーでシングルスの優勝はないが、ダブルスで1勝がある。自己最高ランキングはシングルス25位、ダブルス22位。身長174cm、体重59kg。右利き、バックハンド・ストロークは両手打ち。

## 来歴
ジュニア時代、1999年の全米オープンジュニア女子シングルス部門で同じロシアのナディア・ペトロワを破って優勝したことがある。同年にプロ転向。2001年の全仏オープンで、当時17歳のクラスノルツカヤは1回戦で第9シードのナタリー・トージアを 6-1, 6-3 で破る金星で波に乗り、一気にジュスティーヌ・エナンとの準々決勝まで勝ち進んだ。全仏オープンの後、6月21日-23日に行われた女子テニス国別対抗戦・フェドカップの「ワールドグループ」準々決勝のスロバキア戦で初のロシア代表選手に選ばれたが、第1試合でヘンリエッタ・ナギョワに完敗し、その後フェド杯代表選手への起用はなかった。続くウィンブルドンでも好成績を出し、コンチタ・マルティネスとの4回戦まで進出する。全米オープンでは、クラスノルツカヤは2回戦で第1シードのマルチナ・ヒンギスに敗れた。
クラスノルツカヤは2000年から2002年まで、3年連続で日本の「トヨタ・プリンセス・カップ」に出場したこともある。シングルスは3年連続で、エレナ・ドキッチに2回戦で敗れた。（この大会は、2002年を最後に開催中止となった。）ダブルスでの活躍が多かった2003年、8月第3週のカナダ・マスターズ（トロント開催）で初のツアー決勝戦に進んだが、ここでもジュスティーヌ・エナン・アーデンに 1-6, 0-6 で敗れた。これがクラスノルツカヤの唯一の女子ツアーシングルス決勝進出である。
リナ・クラスノルツカヤは2003年にダブルスで活躍し、6月第3週のオランダ・スヘルトーヘンボス大会（ウィンブルドン前哨戦の1つ）でエレーナ・デメンチェワとペアを組み、ナディア・ペトロワ&マリー・ピエルス組を 2-6, 6-3, 6-4 で破ってツアーのダブルス初優勝を挙げた。ウィンブルドンでもクラスノルツカヤとデメンチェワのペアは、3回戦でビーナスとセリーナのウィリアムズ姉妹組に勝ち、第1シードのビルヒニア・ルアノ・パスクアル&パオラ・スアレス組との準決勝まで進出した。同年の全米オープン混合ダブルス部門で、クラスノルツカヤはカナダのダニエル・ネスターとペアを組んで決勝に進んだが、ボブ・ブライアン（アメリカ）&カタリナ・スレボトニク（スロベニア）組と第3セットのタイブレークまで戦い、最終スコア 7-5, 5-7, 6-7 で敗れて優勝を逃した。
しかし、2004年の全豪オープン3回戦進出と（前年ダブルス優勝の）オランダ・スヘルトーヘンボス大会のベスト4進出を最後に、クラスノルツカヤは病気や左手首の故障などで試合欠場が多くなり、表舞台での活躍が減ってゆく。この頃から最盛期を迎えたロシアの女子テニス界の中で、クラスノルツカヤはアナスタシア・ミスキナ、マリア・シャラポワ、スベトラーナ・クズネツォワ（この3人が2004年度の4大大会女子シングルス優勝者となった）、親友のエレーナ・デメンチェワなどの活躍の陰に取り残されていった。2005年全豪オープンが最後の試合出場になり、現在はロシアのNTVでテレビ解説者の仕事を行っている。

## WTAツアー決勝進出結果

### シングルス: 1回 (0勝1敗)
| 大会グレード         |
| -------------------- |
| グランドスラム (0–0) |
| ティア I (0–1)       |
| ティア II (0–0)      |
| ティア III (0–0)     |
| ティア IV & V (0–0)  |

| 結果   | No. | 決勝日        | 大会     | サーフェス | 対戦相手                         | スコア   |
| ------ | --- | ------------- | -------- | ---------- | -------------------------------- | -------- |
| 準優勝 | 1.  | 2003年8月17日 | トロント | ハード     | ジュスティーヌ・エナン・アーデン | 1–6, 0–6 |

### ダブルス: 3回 (1勝2敗)
| 結果   | No. | 決勝日        | 大会               | サーフェス        | パートナー             | 対戦相手                              | スコア        |
| ------ | --- | ------------- | ------------------ | ----------------- | ---------------------- | ------------------------------------- | ------------- |
| 準優勝 | 1.  | 2001年10月7日 | モスクワ           | カーペット (室内) | エレーナ・デメンチェワ | マルチナ・ヒンギス アンナ・クルニコワ | 6–7(1), 3–6   |
| 準優勝 | 2.  | 2002年4月10日 | パタヤ             | ハード            | タチアナ・パノワ       | レナタ・ボラコバ Kelly Liggan         | 5–7, 6–7(7)   |
| 優勝   | 1.  | 2003年6月21日 | スヘルトーヘンボス | 芝                | エレーナ・デメンチェワ | ナディア・ペトロワ マリー・ピエルス   | 2–6, 6–3, 6–4 |

## 4大大会シングルス成績
略語の説明
| W | F | SF | QF | #R | RR | Q# | LQ | A | Z# | PO | G | S | B | NMS | P | NH |

W=優勝, F=準優勝, SF=ベスト4, QF=ベスト8, #R=#回戦敗退, RR=ラウンドロビン敗退, Q#=予選#回戦敗退, LQ=予選敗退, A=大会不参加, Z#=デビスカップ/BJKカップ地域ゾーン, PO=デビスカップ/BJKカッププレーオフ, G=オリンピック金メダル, S=オリンピック銀メダル, B=オリンピック銅メダル, NMS=マスターズシリーズから降格, P=開催延期, NH=開催なし.
| 大会           | 2000 | 2001 | 2002 | 2003 | 2004 | 2005 | 通算成績 |
| -------------- | ---- | ---- | ---- | ---- | ---- | ---- | -------- |
| 全豪オープン   | 1R   | 1R   | 1R   | LQ   | 3R   | LQ   | 2-4      |
| 全仏オープン   | 1R   | QF   | A    | 2R   | A    | A    | 5-3      |
| ウィンブルドン | 1R   | 4R   | A    | 2R   | 1R   | A    | 4-4      |
| 全米オープン   | 1R   | 2R   | A    | 1R   | A    | A    | 1-3      |